# Freya Saeys
Freya Saeys (Gent, 31 januari 1984) is een Belgisch huisarts en politica voor Open Vld.

## Levensloop
Zij is de dochter van François Saeys, gewezen burgemeester van Lebbeke. Nadat ze in 2009 afstudeerde in de geneeskunde aan de VUB, werkte ze van 2009 tot 2012 als assistente gynaecologie-verloskunde in het Onze-Lieve-Vrouw-ziekenhuis van Aalst. Sindsdien is ze huisarts.
Zij werd lid van de Open Vld. Na tevergeefs opgekomen te zijn bij de Vlaamse verkiezingen van juni 2009 en de federale verkiezingen van juni 2010, werd zij in mei 2014 verkozen in het Vlaams Parlement voor de kieskring Oost-Vlaanderen. Ze werd er actief in de commissie Welzijn, Gezondheid en Gezin en was van 2014 tot 2015 ondervoorzitter van de commissie Wonen, Armoedebestrijding en Gelijke Kansen. Van januari tot mei 2019 werd zij door haar partij eveneens als deelstaatsenator naar de Senaat gestuurd.
Bij de verkiezingen van 26 mei 2019 stond Saeys op de eerste plaats bij de opvolgers en kon ze aldus niet rechtstreeks verkozen geraken. Op 13 juli 2019 werd ze opnieuw Vlaams Parlementslid in opvolging van Herman De Croo, die ontslag had genomen. Bij de Vlaamse verkiezingen van 9 juni 2024 was Saeys geen kandidaat meer om zich toe te leggen op de lokale politiek.
Van 2013 tot 2018 was zij OCMW-raadslid in Lebbeke. Ook werd zij in 2011 voorzitter van de plaatselijke Jong VLD-afdeling van Lebbeke, die in 2010 werd opgericht. Sinds januari 2019 is ze gemeenteraadslid van de gemeente.